# Leopold Novak
Leo Leopold Novak (Makarska, 3 dicembre 1990) è un calciatore croato, difensore del Zmaj Makarska.

## Carriera

### Club
Il 5 settembre 2016 viene acquistato dalla squadra rumena dell'SSU Politehnica Timișoara.